# Újpest-Városkapu autóbusz-állomás
Az Újpest-Városkapu autóbusz-állomás egy budapesti helyközi autóbusz-állomás, melyet a Volánbusz üzemeltet.

## Története
A 2010-ben átadott terminálra az Árpád híd autóbusz-állomásról a Dunakanyarba (azaz Szentendre és Visegrád irányába, valamint a 2-es főúton Vác térségébe) tartó járatok költöztek át. Az állomás kér részből áll, amelyeket Budapest–Esztergom-vasútvonal Újpest megállóhelye választ el egymástól: A nagyobb forgalmú XIII. kerületi részről induló buszok a Váci úton keresztül Vác irányába és a Megyeri hídon átkelve Szentendre felé, illetve Rákospalotán és Fóton keresztül Mogyoród és Veresegyház felé közlekednek. A gyérebb forgalmú IV. kerületi kocsiállásokról a Rákospalotán és Fóton keresztül Mogyoród és Veresegyház felé tartó járatok kisebb hányada indul. Ezeket az Árpád út (a metró építése idején a József Attila utca) Váci úti torkolatánál lévő hajdani buszfordulóból 1990-ben költöztették át a 3-as metró megállójának Temesvári utcai kijáratához.

## Megközelítése tömegközlekedéssel
- Metró:
- Autóbusz:  104, 104A, 121, 122E, 196, 196A, 204
- Éjszakai busz:  950, 950A
- Elővárosi busz:  300, 301, 302, 303, 305, 306, 308, 309, 310, 311, 312, 313, 314, 315, 316, 317, 318, 319, 320, 321, 872, 880, 882, 883, 884, 889, 890, 893
- Távolsági busz:  1010, 1011, 1012, 1013, 1014
- Vasút:   S72   Z72   S76

## Érdekesség
Az M3-as metróvonalnak is van ezen a néven egy állomása. A metróvonal felújítása után a metróállomás neve kissé megváltozott a helyesírási szabályoknak megfelelően: a városkapu szó kezdőbetűje kisbetűre módosult. Ez a változtatás autóbusz-pályaudvar nevének írásmódját nem érintette.